# Týden modliteb za jednotu křesťanů

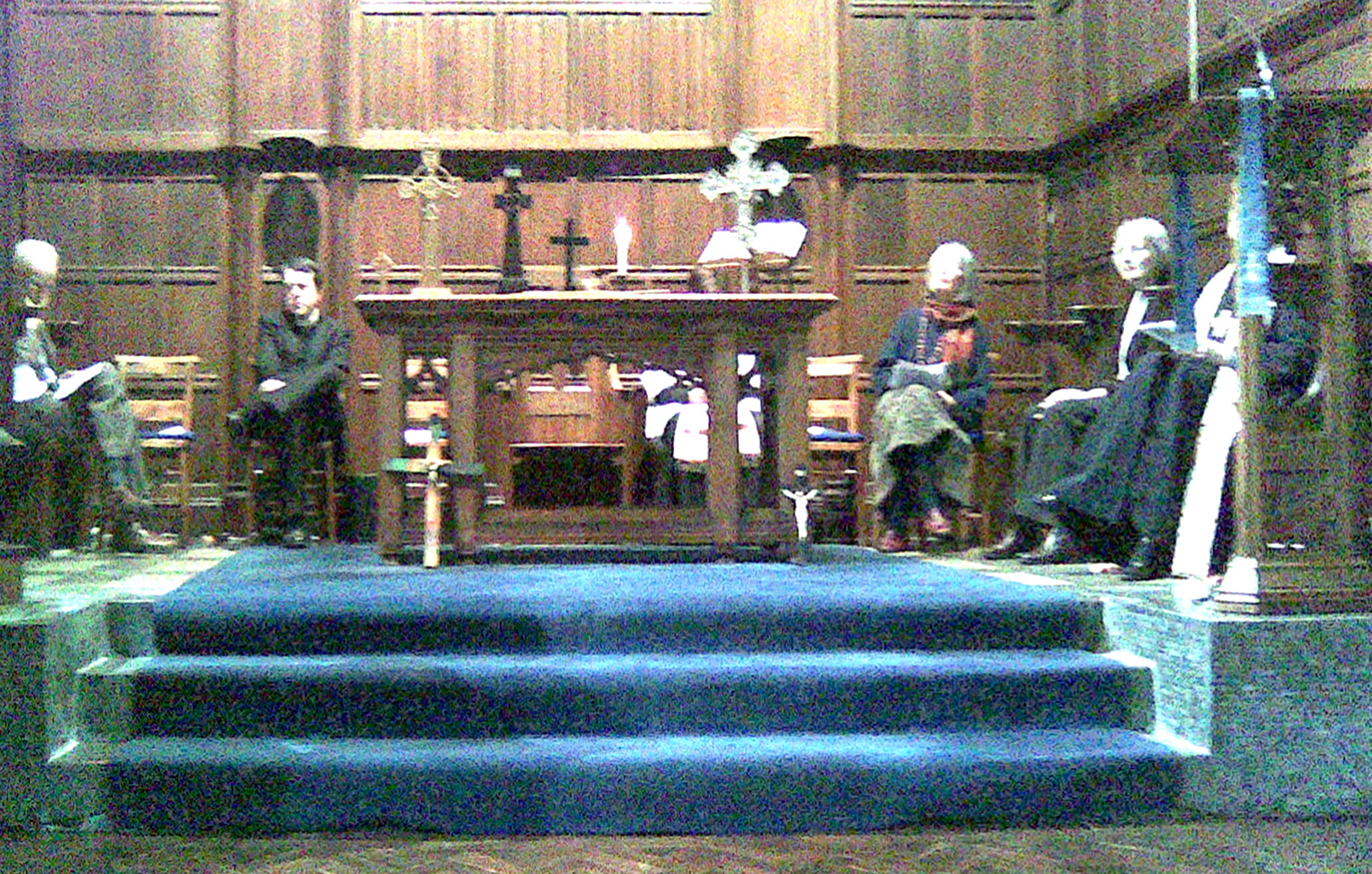
Křesťanské kříže na společné bohoslužbě během Týdne modliteb za jednotu křesťanů

Týden modliteb za jednotu křesťanů je mezinárodní křesťanská ekumenická aktivita, která se koná každoročně v období od 18. ledna do 25. ledna. Jedná se vlastně o oktáv, to znamená, že trvá osm dní.

## Počátek
Týden modliteb za jednotu křesťanů vznikl v roce 1908 jako Oktáv jednoty křesťanů, a zaměřil se na modlitby za jednotu církve. Data v týdnu byly navrženy otcem Paulem Wattsonem, spoluzakladatelem Graymoorských františkánských řeholníků. Navrhl týden začínající svátkem vyznání Petra, což je protestantská varianta starověkého svátku Stolce svatého Petra, která se konalo 18. ledna (v ČR se dnes v tento den slaví památka Panny Marie, Matky jednoty křesťanů); s ukončením týdne na svátek Obrácení svatého Pavla 25. ledna.
Papež Pius X. návrh oficiálně požehnal a Benedikt XV. „vybídl k jeho konání v celé římskokatolické církví“. Po určité době Wattson přejmenoval tuto aktivitu na Oktáv jednoty s Petrovým stolcem, aby byla zdůrazněna křesťanská jednota se Stolcem sv. Petra (papežstvím).
Protestanti v polovině 20. let 20. století rovněž navrhli každoroční oktáv modliteb za jednotu mezi křesťany, což odkazovalo k letniční neděli, kdy se slaví tradiční památka založení církve.

## Vývoj
Abbé Paul Couturier z francouzského Lyonu, který byl nazýván „otcem duchovního ekumenismu“, měl poněkud odlišný přístup, než tomu bylo u otce Wattsona, který byl konvertitou k římskému katolicismu z anglikánství. Prosazoval modlitbu „za jednotu církve, jak ji chce Kristus, v souhlasu s prostředky, které (Kristus) chce“, což umožňuje křesťanům, kteří mají odlišný pohled na Petrovou (papežovu) službu, aby se připojili k modlitbě. V roce 1935 navrhl, aby se konal „Všeobecný týden modliteb za jednotu křesťanů“. Návrh byl přijat katolickou církví v roce 1966. Poselství Paula Couturiera ovlivnilo sardinskou řeholnici blahoslavenou Marie Gabriella Sagheddu od Jednoty, jejíž hloubka, modlitba, zbožnost a oběť za jednotu byla Římem vyzdvižena beatifikací jako příklad k následování.
V roce 1941 Komise pro víru a řád (instituce předcházející Světovou radu církví) změnila dobu konání Týdne modliteb za jednotu křesťanů, aby byl v jednotě s katolíky. V roce 1948, když byla založena Světová rada církví, Týden modliteb za jednotu křesťanů stal se stále důležitější pro různá církevní společenství po celém světě.
V roce 1958 francouzská katolická skupina Unité Chrétienne a Komise pro víru a řád Světové rady církví (orgán, který zahrnuje, mimo jiné, většinu světových pravoslavných církví, stejně jako i mnoho anglikánských, baptistických, luteránských, metodistických, reformovaných, sjednocených a nezávislých církví) začaly spolupracovat na přípravě materiálu pro Týden modliteb za jednodu křesťanů. V roce 1968 byl připraven první oficiální materiál k použití připravený společně s Komisí pro víru a řád a Papežskou radou pro jednotu křesťanů, která reprezentuje celou katolickou církev. Spolupráce a kooperace mezi těmito dvěma organizacemi, neustále od roku narůstá, což se projevilo ve vydáváním společných publikací stejného formátu.

## Současná aktivita
Na jižní polokouli, kde leden je čas dovolených, církve často nacházejí jiné dny pro Týden modliteb za jednotu křesťanů, například kolem Letnic (jak původně navrhovalo hnutí pro víru a řád v Komisi pro víru a řád v roce 1926, a papež Lev XIII. v roce 1894), neboť se jedná rovněž symbolické datum pro jednotu církve.
V roce 2008 byl Týden modliteb za jednotu křesťanů oslavovaný jako sté výročí. Za týden v roce 2012 byl vybrán biblický text z 1. listu Korinťanům (1Kor 15,51) na téma „My všichni budeme proměněni“.
Prožívání Týdne modliteb za jednotu křesťanů nebylo zaznamenáno v kostelích v Řecku.
Týden modliteb za jednotu křesťanů v roce 2016 pořádají lotyšské církve a jeho tématem jsou biblická slova z 1. listu Petrova (1Petr 2,9), že všichni křesťané jsou „povoláni hlásat mocné činy Pána“.